# Dóbroie (Smolensk)
|  | Per a altres significats, vegeu «Dóbroie». |

Dóbroie - Доброе (rus) - és un poble de l'óblast de Smolensk, a Rússia, que el 2007 tenia 34 habitants.